# Digitaria mariannensis
Digitaria mariannensis är en gräsart som beskrevs av Elmer Drew Merrill. Digitaria mariannensis ingår i släktet fingerhirser, och familjen gräs. Inga underarter finns listade i Catalogue of Life.